# ماژول حافظه

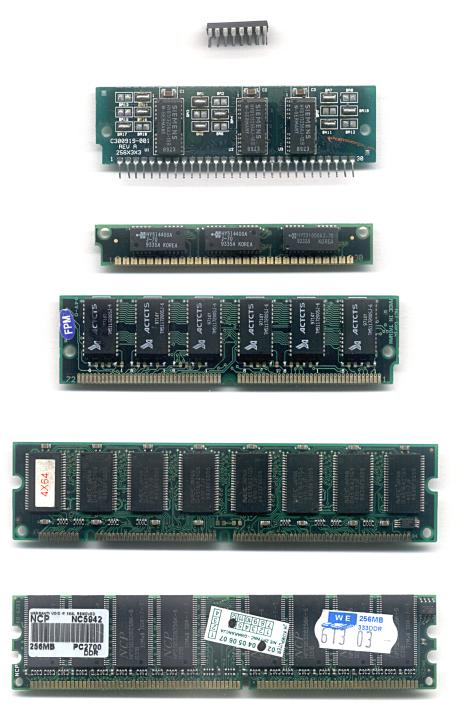
پکیج‌های متداول DRAM. از بالا به پایین: DIP, SIPP, SIMM (30pin), SIMM (72pin), DIMM (168pin), DDR DIMM (184pin).

در رایانش، ماژول حافظه (انگلیسی: Memory module) یک برد مدار چاپی است که روی آن مدار مجتمع حافظه سوار شده‌است. ماژول‌های حافظه امکان نصب و جایگزینی آسان در سیستم‌های الکترونیکی، به ویژه رایانه‌هایی از قبیل رایانه شخصی ایستگاه کار و سرور را می‌دهند.
انواع ماژول حافظه عبارت است از:
- حافظه اس‌دی
- SIMM، ماژول حافظه خطی یگانه
- ماژول حافظه خطی دوگانه، DIMM